# Auckland Darts Masters
De Auckland Darts Masters was een onderdeel van het World Series of Darts-toernooi van de Professional Darts Corporation (PDC). In 2015 werd dit toernooi voor het eerst gehouden. De eerste editie werd gewonnen door de Engelsman Adrian Lewis die Raymond van Barneveld uit Nederland versloeg in de finale. In 2018 werd het toernooi voor het laatst gehouden.

## Finale
| Jaar | Winnaar (gemiddelde in finale) | Legs    | Runner-up (gemiddelde in finale) | Locatie          |
| ---- | ------------------------------ | ------- | -------------------------------- | ---------------- |
| 2015 | Adrian Lewis (103,16)          | 11 – 10 | Raymond van Barneveld (97,70)    | The Trusts Arena |
| 2016 | Gary Anderson (99,90)          | 11 – 7  | Adrian Lewis (98,96)             | The Trusts Arena |
| 2017 | Kyle Anderson (95,36)          | 11 – 10 | Corey Cadby (96,69)              | The Trusts Arena |
| 2018 | Michael van Gerwen (97,72)     | 11 – 4  | Raymond van Barneveld (93,33)    | The Trusts Arena |